# Aenigmathura calliandra
Aenigmathura calliandra is een pissebed uit de familie Leptanthuridae. De wetenschappelijke naam van de soort is voor het eerst geldig gepubliceerd in 1986 door Poore & Lew Ton.